# Ettore Cella
Ettore Cella (* 12. September 1913 in Zürich; † 1. Juli 2004 in Brütten, Kanton Zürich) war ein Schweizer Schauspieler und Regisseur mit italienischen Wurzeln.

## Leben
Ettore Cella war italienischer Abstammung und wurde 1930 in Zürich eingebürgert. Er absolvierte zunächst an der Kunstgewerbeschule eine Ausbildung als Bühnenbildner und besuchte anschliessend Schauspielkurse in Rom, München und Paris. In Italien selbst war er mit einem Marionettentheater und der Schauspieltruppe Compania Maria Melato auf Tournee.
Zurückgekehrt in die Schweiz gründete und spielte Ettore Cella ab 1941 im Basler Kabarett Resslirytti und im Spiegel und arbeitete bei Radio Zürich und im Schauspielhaus. Ab 1953 arbeitete Ettore Cella auch beim Schweizer Fernsehen, wo er bis 1962 in der Abteilung Dramatik und danach hauptsächlich in der Kinder und Jugendsparte (bis 1978) arbeitete. Insgesamt inszenierte und bearbeitete er als Regieassistent und Regisseur über 50 Theaterstücke und Donizetti-Opern. Zudem übersetzte er zeitgenössische Dramen und Prosa aus dem Italienischen, Französischen und Spanischen.
Zum ersten Mal mit einer kleinen Rolle stand Ettore Cella 1939 in dem Streifen Fräulein Huser vor der Filmkamera. 1942 kam der erste Tessiner Dialektfilm Film Al canto del cucù (Wenn der Kuckuck ruft) heraus. Regie führte August Kern, die Musik schrieb Jack Trommler, die photographische Leitung hatte Hans Rudolf Meyer und die Kamera führte Ady Lupert. Darsteller waren u. a. Ettore Cella, Lilian Herman, Jean Fleury, Willi Roettges, Fred Lucca, Fritz Bantli, Andre Mondini und P. Oberisoli.
Danach folgten zahlreiche Engagements, wovon 1957 mit Bäckerei Zürrer und 1958 mit Es geschah am hellichten Tag die erfolgreichsten Schauspieleinsätze beim Film waren.
Ab den 1970er Jahren sah man ihn auch öfter in TV-Produktionen. Zu Ehren der italienischen Einwanderung wurde nach seiner Mutter Erminia Cella am 9. März 2009 ein Platz in Zürich, die Piazza Cella benannt.

## Werke
Ettore Cella schrieb mehrere Bücher. Die Erlebnisse einer Zürcher Grossmutter sind in seinem autobiographisch gefärbten Roman Nonna Adele (1993) aufgezeichnet. Bis zuletzt schrieb er an einem Familienepos.

## Filme (Auswahl)
- 1940: Fräulein Huser
- 1941: Wenn der Kuckuck ruft (Al canto del cucù)
- 1941: Gotthardexpress 41
- 1941: Der letzte Postillon vom St. Gotthard
- 1942: Eine Frau verschwindet (Une femme disparait)
- 1943: Das Leben beginnt (Matura-Reise)
- 1948: Nach dem Sturm
- 1955: Towarisch (Fernsehfilm)
- 1955: Guter Rat ist billig (Fernsehserie)
- 1956: Das träumende Mädchen (Fernsehfilm)
- 1957: Konditorei Zürrer (Bäckerei Zürrer)
- 1958: Es geschah am hellichten Tag
- 1958: …und nichts als die Wahrheit
- 1959: SOS – Gletscherpilot
- 1959: Menschen im Netz
- 1959: Der blaue Strohhut (Fernsehfilm)
- 1959: Café Odeon
- 1959: Hinter den sieben Gleisen
- 1960: Der Teufel hat gut lachen
- 1962: Lysanders Mädchen (Fernsehfilm)[2]
- 1967–1968: Großer Mann was nun? (Fernsehserie, 3 Folgen)
- 1968: Ein Schweigen vom Himmel (Fernsehfilm)
- 1968: Die Unverbesserlichen (Fernsehserie, 1 Folge)
- 1968: Die sechs Kummerbuben
- 1969: Goldmacher Tausend (Fernsehfilm)
- 1969: Salto mortale (Fernsehserie, 1 Folge)
- 1969: Die Gwundrige (Fernsehfilm)
- 1970: Recht oder Unrecht (Fernsehserie, 1 Folge)
- 1971: Die heilige Johanna (Fernsehfilm)
- 1974: Arme klauen nicht (Fernsehfilm)
- 1976: Die plötzliche Einsamkeit des Konrad Steiner
- 1977: Em Lehme si Letscht (Fernsehfilm)
- 1978: Kneuss
- 1979: Der Chinese (Fernsehfilm)
- 1980: Der Erfinder
- 1985: Le Pays de Guillaume Tell
- 1999: Nachtwache (Kurzfilm)
- 1999: Bill Diamond – Geschichte eines Augenblicks
- 2000–2001: Lüthi und Blanc (Fernsehserie)
- 2000: Zornige Küsse
- 2001: Utopia Blues
- 2002: Big Deal (Fernsehfilm)
- 2004: Sternenberg

## Hörspiele
- 1955: Muschel und schiefer Turm. Ein Spiel der Erinnerung (Portier, Verkäufer) – Regie: Heinz Schimmelpfennig
- 1956: Am grünen Strand der Spree, 5. Teil: Kennst du das Land? (Graf Chiaroscuro) – Regie: Gert Westphal
- 1960: Der Albino (Mareschiallo Tacchi) – Regie: Fritz Schröder-Jahn
- 1977: Großer Preis der badischen Wirtschaft (Chereportier) – Regie: Heiner Schmidt
- 1979: Die Liebe zu den Orangen (Lello) – Regie: Arturo Möller